# Jadranski naftovod
Jadranski naftovod - JANAF je hrvaško podjetje, ki upravlja istoimenskim jadranskim naftovodom (del naftovoda Adria). Delniško podjetje je večinoma v lasti vlade, sedež je v Zagrebu.
Naftovod sestoji iz terminala Omišalj (pristanišče Reka) in 759 km kopnega naftovoda, od tega 610 kilometrov na Hrvaškem. 
Leta 2010 je terminal v pristanišču Reka pretovoril 6,4 milijona ton nafte.